# 阿内特·穆特里
阿内特·纳撒尼尔·穆特里（1990年11月18日—）為美國男子籃球運動員，場上位置為大前锋，最後效力於台灣職業籃球大聯盟高雄全家海神。

## 職業生涯
2014年12月穆特里加盟中国男子篮球职业联赛江苏龙。出賽16場，場均表現為24.4分、12.1籃板、1.4助攻、1.9抄截。
2020年1月北京紫禁勇士註冊穆特里頂替杰森·汤普森。出賽16場比賽，場均上場30.8分鐘，可貢獻19.3分、10.8籃板、1.3助攻、1.3次抄截。10月南京大圣宣布簽下穆特里。場均上場37分鐘，可挹注26.3分、13籃板、2.7助攻、1.5抄截、1.2阻攻。
2021年12月新疆飞虎宣布簽下穆特里。為新疆飞虎出賽25場比賽，場均上陣40.7分鐘，繳出29.6分、14.8籃板、3助攻、2.1抄截、1.4阻攻。
2022年6月穆特里在美國發生車禍受傷。7月新疆飞虎與穆特里完成續約。
2023年2月《北京青年报》報導指新疆飞虎在CBA第三階段開打前告知穆特里可以離隊，並指穆特里已與P. LEAGUE+高雄17直播鋼鐵人完成簽約。3月8日，T1聯盟臺中太陽註冊穆特里，中文登錄名為「莫爾特里」。3月9日，穆特里加盟T1聯盟臺中太陽。9月18日，《北京青年報》報導指青岛雄鹰與穆特里完成簽約。11月16日，青岛雄鹰取消註冊穆特里，穆特里出賽6場，場均為5.7分，1.5籃板。
2024年8月12日，里雄萊錫安馬卡比宣布簽下穆特里。11月22日，P. LEAGUE+臺北富邦勇士宣布與穆特里簽約，中文登錄名「摩爾特力」。2025年2月2日，臺北富邦勇士宣布穆特里離隊，穆特里代表臺北富邦勇士出賽八場，場均繳出11.4分、10.1籃板。
2025年2月7日，穆特里加盟台灣職業籃球大聯盟（TPBL）高雄全家海神。4月3日，穆特里未登錄於TPBL2024-25賽季最終註冊名單。同日，高雄全家海神宣布穆特里離隊。

## 生涯數據

### NBA

#### 例行賽
| 賽季     | 球隊     | GP | GS | MPG  | FG%  | 3P%  | FT%  | RPG | APG | SPG | BPG | PPG |
| -------- | -------- | -- | -- | ---- | ---- | ---- | ---- | --- | --- | --- | --- | --- |
| 2012–13  | 费城76人 | 47 | 0  | 11.5 | .582 | .000 | .643 | 3.1 | 0.2 | 0.4 | 0.2 | 3.7 |
| 2013–14  | 费城76人 | 12 | 2  | 15.6 | .421 | .000 | .800 | 2.9 | 0.2 | 0.7 | 0.3 | 3.0 |
| 生涯總計 | 生涯總計 | 59 | 2  | 12.4 | .547 | .000 | .667 | 3.1 | 0.2 | 0.4 | 0.2 | 3.6 |

### T1聯盟

#### 例行賽
| 賽季    | 球隊     | GP | MPG   | 2P%   | 3P%   | FT%   | RPG  | APG | SPG | BPG | PPG  |
| ------- | -------- | -- | ----- | ----- | ----- | ----- | ---- | --- | --- | --- | ---- |
| 2022-23 | 臺中太陽 | 10 | 35:50 | 54.2% | 38.5% | 77.4% | 10.1 | 2.3 | 1.6 | 0.7 | 20.2 |

## 外部連結
- 阿内特·穆特里在fiba.basketball（英语）
- 阿内特·穆特里在archive.fiba.com（存檔）（英语）
- 阿内特·穆特里在NBA官網（英语）
- 阿内特·穆特里在NBA G聯盟官網（英语）
- 阿内特·穆特里在韓國籃球聯賽官網（英语）
- 阿内特·穆特里在P. LEAGUE+官網
- 阿内特·穆特里在台灣職業籃球大聯盟官網
- 阿内特·穆特里在Basketball-Reference.com（NBA）（英语）
- 阿内特·穆特里在Basketball-Reference.com（NBA G聯盟）（英语）
- 阿内特·穆特里在Basketball-Reference.com（國際）（英语）
- 阿内特·穆特里在Sports-Reference.com（NCAA）（英语）
- 阿内特·穆特里在ESPN（NBA）（英语）
- 阿内特·穆特里在Eurobasket.com（球員）（英语）
- 阿内特·穆特里在Proballers（英语）
- 阿内特·穆特里在RealGM（英语）
- 阿内特·穆特里在中国篮球数据库
- 阿内特·穆特里在中国篮球数据库
- 阿内特·穆特里在Flashscore（英语）